# Kevin Pauwels
Kevin Pauwels (* 12. April 1984 in Ekeren) ist ein ehemaliger belgischer Cyclocross-Fahrer.

## Sportlicher Werdegang
Nach durchweg guten Resultaten in der Jugend wurde Pauwels Anfang 2002, zum Abschluss seiner Juniorenzeit, belgischer Meister und Weltmeister dieser Kategorie. Zwei später wurde er erneut Weltmeister, diesmal in der U23. In der Elite benötigte er einige Jahre, um zur Weltspitze vorzudringen. Seinen ersten großen Sieg erzielte er 2009 beim Weltcup in Zolder. Auch in den nächsten sechs Jahren gewann er in jeder Saison mindestens einen Klassementscross. Seine beste Saison war 2011/2012, als er die Gesamtwertung von Weltcup und Superprestige gewann; auch im Weltcup 2014/2015 holte er die Gesamtwertung.
Während der Sommersaison fuhr Pauwels Straßen- und Mountainbikerennen. Auf der Straße erzielte er einige Etappengewinne bei kleineren Rennen des internationalen Kalenders, 2011 und 2012 wurde er belgischer Meister im MTB-Cross-Country. Im Cyclocross siegte Pauwels im Laufe seiner Karriere in elf Weltcuprennen und etwa ebenso vielen Läufen von Superprestige und Trofee. Trotz jahrelanger Präsenz in der Weltspitze stand er stets ein wenig im Schatten anderer Stars wie Sven Nys, Niels Albert sowie später Mathieu van der Poel und Wout van Aert. Fünfmal gewann er die Bronzemedaille bei Cyclocross-Weltmeisterschaften.
Im Februar 2019 gab Pauwels seinen Ausstieg aus dem Rennsport bekannt. Sein letztes Rennen fuhr er beim Internationale Sluitingsprijs in Oostmalle, das er mit einem Sieg abschloss.

## Verschiedenes
Kevin Pauwels’ älterer Bruder Tim Pauwels war ebenfalls Cyclocrossfahrer und starb 2004 beim Steenbergcross in Erpe-Mere durch einen Sturz, verursacht durch eine Herzvenenruptur.

## Erfolge

### Cyclocross
2001/2002
 Weltmeister (Junioren)
 Belgischer Meister (Junioren)
2003/2004
 Weltmeister (U23)
2005/2006
Weltcup (U23) – Gesamtwertung / Wetzikon, Liévin
2009/2010
Weltcup – Zolder
2010/2011
 Weltmeisterschaften
Weltcup – Pontchâteau
GvA Trofee – Hasselt, Lille
2011/2012
 Weltmeisterschaften
Weltcup – Gesamtwertung / Tábor, Igorre, Zolder, Hoogerheide
Superprestige – Gavere
GvA Trofee – Gesamtwertung / Oudenaarde, Ronse, Hasselt
2012/2013
Weltcup – Tábor, Namur, Rom
Bpost Bank Trofee – Baal
2013/2014
 Weltmeisterschaften
Bpost Bank Trofeee – Essen
2014/2015
Weltcup – Gesamtwertung / Milton Keynes, Namur
Superprestige – Zonhoven, Spa-Francorchamps, Middelkerke
Bpost Bank Trofeee – Hasselt
2015/2016
 Europameisterschaften
 Weltmeisterschaften
Superprestige – Ruddervoorde
2016/2017
 Weltmeisterschaften

### Straße
2007
- eine Etappe Volta a Lleida

2008
- eine Etappe Volta a Lleida

2010
- eine Etappe Flèche du Sud
- eine Etappe Serbien-Rundfahrt

2011
- eine Etappe Kreiz Breizh Elites

### Mountainbike
2011
- Belgischer Meister – Cross-Country XCO

2012
- Belgischer Meister – Cross-Country XCO